# Wszystko co najważniejsze...
Wszystko co najważniejsze... – polski film fabularny z 1992 roku w
reżyserii Roberta Glińskiego.
Film jest ekranizacją autobiograficznej opowieści Oli Watowej, scenariusz napisała Dżamila Ankiewicz.
Produkcja otrzymała nagrodę główną na 17. Festiwalu Polskich Filmów Fabularnych w Gdyni.

## Obsada
- Ewa Skibińska − Paulina Wat, Ola
- Krzysztof Globisz − Aleksander Wat
- Adam Siemion − Andrzej Wat
- Grażyna Barszczewska − Barbara Zielińska
- Bogusław Linda − Tadeusz Bogucki
- Wiktor Czebotariew − komendant Iwan
- Natalia Kolakanowa − Wiera
- Krzysztof Stroiński − Adam Chrostowski
- Karol Strasburger − Stefan Karski
- Marzena Trybała − Zofia Winkiel
- Jekatierina Wasiliewa − Rosjanka z Ałma-Aty
- Lew Tiomkin − pułkownik NKWD
- Marek Kondrat − Stach
- Eugeniusz Priwieziencew − Kuczyński
- Marcin Sosnowski − futurysta na przyjęciu u Boguckiego
- Bożena Miller-Małecka − Izabella, uczestniczka przyjęcia u Boguckiego
- Barbara Babilińska − chłopka
- Grzegorz Gierak
- Beata Ścibakówna
- Juliusz Wyrzykowski
- Zdzisław Rychter – strażnik w biurze
- Dorota Kamińska – funkcjonariuszka NKWD